# Постачання зброї Ірландській республіканській армії
Постачання зброї Ірландській республіканській армії почалося у 1970-их роках з ціллю надання допомоги ірландським повстанцям у боротьбі з британською владою у Північній Ірландії. Зброю отримувала переважно «тимчасова» ІРА.
У постачанні брали участь члени ірландської діаспори в США, влада Лівії і Радянського Союзу, баскські сепаратисти та інші організації. Об'єм постачань знизився у кінці активної фази збройного конфлікту, а у 2000-ті роки постачання майже повністю припинилося.

## США
На початку конфлікту у 1969—1972 роках ІРА була погано узброєна — зброя, яку вони мали використовувалася ще під час Прикордонної кампанії 1956—1962 років, до моменту початку збройного конфлікту воно майже повністю застаріло і було непридатним і неефективним для використання в нових умовах.